# João Víctor Saraiva
João Víctor Tavares Saraiva, noto anche con lo pseudonimo di Madjer (Luanda, 22 gennaio 1977), è un giocatore di beach soccer angolano naturalizzato portoghese.

## Biografia
Ha adottato lo pseudonimo "Madjer" poiché il suo idolo calcistico era Rabah Madjer, giocatore della Nazionale di calcio dell'Algeria che vinse la Champions League nel 1987 con il Porto.